# Spanningsgestuurde oscillator
Een spanningsgestuurde oscillator (VCO van voltage-controlled oscillator) is een oscillator waarvan de frequentie wordt bepaald door een elektrische spanning, die op de daarvoor bedoelde ingang wordt aangesloten. Spanningsgestuurde oscillatoren worden veel gebruikt in zend- en ontvangapparaten en in analoge synthesizers.
De spanning op de ingang van de VCO kan op verschillende manieren de frequentie van de oscillator bepalen. In hoogfrequente schakelingen van radio en televisie kan een varicap in de oscillator opgenomen zijn. Dit is een kleine condensator waarvan de capaciteit afhangt van de gelijkspanning die erop wordt aangesloten. Doordat de capaciteit verandert, wordt de frequentie van de trillingskring in de oscillator veranderd.
Toepassingen van een VCO vindt men onder andere in FM-ontvangers: men gebruikt een VCO in een PLL (fasevergrendelde regelkring, Eng. Phase-Locked Loop) die door terugkoppeling de spanning van VCO regelt. Dit betekent dat de terugkoppeling ervoor zorgt dat de VCO constant dezelfde frequentie genereert als het ontvangen FM-signaal. Omdat de frequentie van een FM-signaal door de modulatie varieert in de tijd, kan de bijregelspanning dat naar de VCO loopt gebruikt worden voor demodulatie van het ontvangen signaal.
Ook FM-zenders maken vaak actief gebruik van een VCO.

## Synthesizers

De VCO in een synthesizer

In (analoge) synthesizers worden VCO's met een logaritmische karakteristiek gebruikt voor opwekking van de tonen. Het toetsenbord wekt een lineair oplopende spanning op van de laagste tot de hoogste toets. Maar de bijbehorende frequenties verlopen logaritmisch. Deze VCO's worden meestal zo ontworpen dat ze voor iedere volt verhoging van stuurspanning de dubbele frequentie (een octaaf hoger) genereren. Naast de regelspanning voor de tonen van de toetsen kan er ook een spanning voor modulatie aangeboden worden, bijvoorbeeld uit een laagfrequente oscillator (LFO). In deze VCO's wordt doorgaans geen gebruik gemaakt van een varicap. Nauwkeurige stroombronnen en -spiegels en versterkers doen hier het werk. Ze regelen op- en ontlaadstromen voor condensatoren in RC-oscillators. 
Om zo veel mogelijk keus in klankkleur te krijgen produceren de VCO's in synthesizers meestal meerdere golfvormen, zoals een sinus, een blokgolf, een puls, een zaagtand- en driehoekgolven. Een sinusgolf heeft geen boventonen en klinkt als een blokfluit. Hoe hoekiger en asymmetrischer de golfvorm is, hoe meer boventonen dit signaal heeft en hoe scherper het vaak klinkt. Met andere modules van de synthesizer (met name de VCA's en VCF's) kunnen deze klanken verder bewerkt worden.

## Voltage Controlled
De benaming 'VC', oftewel Voltage Controlled, zoals gebruikt in b.v. VCO of VCF, verwijst naar de oudste manier van het besturen van de diverse parameters van analoge synthesizers, namelijk het besturen middels een aangeboden voltage.
Het probleem hierbij was dat de voltages soms instabiel werden wat kon leiden tot onbedoelde parameterveranderingen. Het was een bekend fenomeen dat analoge synthesizers uit die tijd te warm konden worden waardoor ze bijvoorbeeld plotseling ontstemd raakten en vals klonken. Een speciale knop om het apparaat weer bij te stemmen was dan ook vaak aanwezig als bedieningselement.
Vanaf eind jaren 70 werd dit opgelost door het digitaal aansturen van analoge componenten. Hiervoor worden de letters 'DC' (Digitally Controlled) gebruikt en krijgt men termen als DCO en DCF. Dit zijn dus hybride componenten die digitaal aangestuurd worden maar die intern nog steeds 'ouderwets' analoog zijn. Dit had veel voordelen ten opzichte van Voltage Controlled en combineerde in bepaalde opzichten het beste van beide werelden, de mooie klank van analoog gecombineerd met de nauwkeurigheid van digitale aansturing.
In de jaren 80 raakte de ontwikkeling van puur digitale synthesizers in een stroomversnelling. Binnen deze ontwikkeling werden de termen VC_ en DC_ betekenisloos. Door de fundamenteel andere werking bedachten sommige fabrikanten namen als 'operator' of 'Variable Digital Oscillator/Filter' (VDA/VDF) om het verschil aan te duiden met de analoge tegenhangers. Andere fabrikanten bleven vasthouden aan de oude benaming omdat de functie, ondanks dat het volledig digitaal uitgevoerd werd, gelijk bleef.
Mede hierdoor zijn de termen verwaterd geraakt en worden dus nog regelmatig gebruikt in volledig digitale synthesizers. Met name de VC_ toevoeging wordt nog vaak gebruikt voor het algemeen beschrijven van de componenten, al is dit dus eigenlijk niet correct. Zegt men tegenwoordig dus VCO dan bedoelt men vaak de oscillator, ongeacht de werking ervan.